# Navasoleon leptocerus
Navasoleon leptocerus är en insektsart som först beskrevs av Luisa Eugenia Navas 1915.  Navasoleon leptocerus ingår i släktet Navasoleon och familjen myrlejonsländor. Inga underarter finns listade i Catalogue of Life.